# James Joseph Allport
James Joseph Allport (Birmingham, 27 de fevereiro de 1811 — Londres, 25 de abril de 1892) foi um empresário inglês do setor de transporte ferroviário.

## Biografia
Allport era filho de William Allport, de Birmingham e esteve associado à ferrovia desde sua infância. Em 1843 se juntou à companhia ferroviária Birmingham and Derby Junction Railway, em 1839 como agente de tráfego em Hampton-in-Arden, tornou-se secretário-chefe, e depois gerente geral. Quando a companhia foi incorporada pela Midland Railway, Allport transferiu-se para a companhia de George Hudson, a York, Newcastle and Berwick Railway até esta fundir-se à North Eastern Railway.
Seis anos depois, assumiu a direção da ferrovia Manchester, Sheffield and Lincolnshire Railway (atual Great Central) e, finalmente, em 1853, foi nomeado para a gerência geral da Midland Railway, um cargo que ocupou de forma continuada, com exceção de alguns anos entre 1857 e 1860, quando foi diretor da Palmer's Shipbuilding Company em Jarrow, até sua retirada em 1880, quando se tornou diretor.
Durante estes vinte e sete anos a Midland cresceu até tornar-se um dos sistemas de transporte ferroviário mais importante da Inglaterra, em parte, pela absorção de linhas menores e em parte pela construção de dois ramais principais no sul de Londres e no norte a Carlisle, em que obteve uma rota independente ligando a metrópole à região norte. Foi responsável por conseguir a parceria da Midland com a M, S & L, o que resultou no "Sheffield and Midland Railway Companies' Committee", e deu à Midland acesso a Manchester para os seus comboios de Londres.
No mundo ferroviário Allport era conhecido como um tático afiado e um lutador forte, e deve ser lembrado como o pioneiro das viagens ferroviárias baratas e confortáveis. Foi o primeiro a dar importância ao passageiro de terceira classe como fonte de receitas e, consequentemente, em 1872, inaugurou a política, posteriormente adotada mais ou menos completamente por todas as ferrovias da Inglaterra, de transporte de passageiros de terceira classe em vagões bem equipados (com a tarifa uniforme de um centavo por milha em todos os trens, decretado pelo Parlamento). A diminuição na receita de passageiros de segunda classe, que foi uma das consequências, foi considerada por alguns autores como um sinal da incompreensão do seu recurso, mas lhe pareceu uma razão suficiente para a supressão dos vagões de segunda classe, que, portanto, desapareceram do sistema Midland em 1875, as tarifas da primeira classe, sendo ao mesmo tempo, reduzida substancialmente.
Allport foi um diretor da Midland de 1854 até 1857, mas voltou a ser o gerente geral. Quando se aposentou em 1880, foi-lhe dada uma diretoria honorária, e recebeu o título de cavaleiro em 1884.